# ベポタスチン
ベポタスチン（Bepotastine）とは、選択的ヒスタミンH1受容体拮抗・アレルギー性疾患治療剤のひとつである。2000年に田辺三菱製薬からベシル酸塩が、タリオンの商品名で上市された。ベシル酸とは、ベンゼンスルホン酸 (C6H5SO3H) を指す。
現在、一錠中にベシル酸ベポタスチンを5mg含有するタリオン錠5と、同成分を10mg含有するタリオン錠10の2種類が発売されており、当該薬剤は指定医薬品・処方箋医薬品である。

## 概要
ベポタスチンは、アレルギー性鼻炎・蕁麻疹・皮膚疾患に伴う瘙痒（湿疹・皮膚炎、皮膚瘙痒症）に対し、その効能・効果が認められている。UBEの合成研究により発見され、その後同社と田辺三菱製薬により共同開発を経て、2000年にアレルギー性鼻炎への効能・効果が承認され、2002年に蕁麻疹・皮膚疾患に伴う瘙痒への効果・効能が追加承認され、現在に至っている。
ベポタスチンは、現在日本において発売されている第二世代抗ヒスタミン薬のうち、開発からの期間が最も浅い薬剤である。第二世代抗ヒスタミン薬のなかでも、臨床効果の大きさに対して、比較的眠気の発現頻度が少ない薬剤とされる。もっとも、塩酸フェキソフェナジン・ロラタジン・エバスチン・エピナスチンなどと比較すると、眠気を訴える患者が多いことが確認される。
また、ベシル酸ベポタスチンはアレルギー性鼻炎患者を対象とした治験において、テルフェナジン（商品名トリルダン、世界で発売中止）との二重盲検下の比較を実施した結果、全般改善度でベシル酸ベポタスチンが有意に優れていた。
現在ベポタスチンは、日本のほか、大韓民国でも発売されている。また、点眼薬としての利用が検討されているところである。

## 副作用
治験（1,446例）で報告された副作用は眠気5.7%、口渇1.1%、ALT（GPT）上昇2.1%、尿潜血1.1%等であり、使用成績調査（4,453例）で報告された副作用は眠気1.3%等であった。また小児特定使用成績調査（1,316例）で報告された副作用は眠気0.4%、口渇0.2%、蕁麻疹0.2%等であった。

## 一般用医薬品
2020年12月10日、田辺三菱製薬からタリオンARが発売された。処方箋医薬品が一般用医薬品に転用（スイッチOTC）された例である（要指導医薬品）。
10mg錠。１日２回、朝夕１錠の服用。